# Atrichopogon pavidus
Atrichopogon pavidus är en tvåvingeart som först beskrevs av Johannes Winnertz 1852.  Atrichopogon pavidus ingår i släktet Atrichopogon och familjen svidknott. Inga underarter finns listade i Catalogue of Life.